# Gary Bowyer
Gary Bowyer (Manchester, 26 de junho de 1971) é um treinador e ex-futebolista inglês. Atualmente treina o Blackpool.

## Carreira
Revelado pelo Hereford United, onde seu pai Ian Bowyer também jogou, Gary defendeu ainda o Rotherham United, uma vez que em 5 temporadas pelo Nottingham Forest, não chegou a entrar em campo. Sua carreira foi prematuramente encerrada em 1997, aos 25 anos. Pouco depois, virou auxiliar-técnico do Ilkeston Town.
Passou também pelo Carshalton Athletic, onde iniciou a carreira como treinador. Comandou o time sub-17 do Derby County por 4 temporadas. Entre 2004 e 2012, comandou os juniores do Blackburn Rovers, e com a saída de Henning Berg durante a temporada 2012-13, assumiu o cargo interinamente por 4 jogos.
Bowyer ainda voltou a comandar o Blackburn em 2013, agora com a demissão de Michael Appleton. No mesmo ano foi efetivado na função, permanecendo até 2015, quando saiu do clube após 118 partidas. Em junho de 2016, assinou com o Blackpool, que havia sido rebaixado para a League Two, a quarta divisão do futebol inglês, conseguindo levar os Tangerinas de volta para a League One (terceira divisão) após vencer o Exeter City no play-off de acesso.